# Edward Ludwiczak
Edward Ludwiczak (ur. 13 czerwca 1937 w Różanowie, zm. 21 lipca 1992 w Łodzi) – polski lekkoatleta, skoczek, mistrz Polski.
Zdobył mistrzostwo Polski w skoku w dal w 1960 oraz brązowy medal w tej konkurencji w  1959.
W 1960 wystąpił w meczu reprezentacji Polski z RFN, zajmując 2. miejsce w skoku w dal.
Jego rekord życiowy w skoku w dal wynosił 7,46 m i został ustanowiony 30 kwietnia 1961 w Łodzi.
Był zawodnikiem Startu Łódź i Śląska Wrocław.
Został pochowany na cmentarzu komunalnym Doły w Łodzi (kwatera: XX, rząd: 31, grób: 6).